# Université technologique de Santiago
L'Universidad Tecnológica de Santiago ou UTESA, en français Université Technologique de Santiago, est une université privée fondée en 1974 en République dominicaine. Son campus principal est situé dans la ville de Santiago de los Caballeros et a campus extension mineure à Saint-Domingue, Puerto Plata, Moca, Dajabón et Mao. Elle est reconnue comme l'une des universités les mieux cotées en République Dominicaine, avec l'accent dans les domaines de la santé et de l'ingénierie.

## Histoire de l'UTESA
L´Université Technologique de Santiago (UTESA), est le résultat de l'interprétation d'un groupe de professionnels qui a envisagé la nécessité d'une nouvelle centre à un moment où le pays avait besoin d'un personnel qualifié dans les domaines techniques et professionnels. En réponse à ces besoins, aidé par le Conseil de Fondation et de ses règlements universitaires, le 12 novembre, 1974 commence son formelle cette institution d'enseignement, l'acquisition de la personnalité juridique le 19 avril 1976, par le décret n° 1944.
UTESA a été la première université privée en République dominicaine pour offrir un temps de nuit.
Le 17 juin 1978, par le décret 3432 de l'Exécutif est autorisé à délivrer des diplômes universitaires avec la même force et effet que celles d'autres fonctionnaires ou des institutions indépendantes de l'égalité de statut.
En 1979, répondant aux nouvelles demandes, en élargissant son offre des programmes, pour le développement de la carrière des sciences de la santé, avec les conseils des universités américaines de l'Ohio, la Caroline du Sud et de la Grenade.
Pour atteindre les objectifs définis dans les programmes universitaires, l'Université intègre les organisations nationales et internationales qui apportent établissements d'enseignement supérieur dans la région et dans le monde qui se dressent entre l'Association dominicaine des universités (Adou) , Universités de la Caraïbe (UNICA), l'Union des universités latino-américaines (UDUAL), l'Association panaméricaine des universités, le Conseil de l'Université américaine pour le développement économique et social (CARE), L'Association de l'Université ibéro-américain d'études supérieures (AUIP), Le Association internationale des Présidents d'Université (IAUP), entre autres.
Depuis 1992, en élargissant son offre curriculaire UTESA de départ l'École d'ingénierie et de la technologie qui fonctionne au siège de Santiago de los Caballeros et enceintes Santo Domingo de Guzmán et Puerto Plata.

## Facultés
L'université a des facultés diverses dans lequel il y a:
- Architecture et en Ingénierie

- Sciences de la santé.....Médecine
- Sciences Économiques et Sociales

- Science Secrétariat

- Science et Sciences Humaines

- École de Diplômés